# Brunnsvika
Brunnsvika lub Brunsvik – wieś w zachodniej Norwegii, w okręgu Sogn og Fjordane, w gminie Vågsøy. Miejscowość leży na północnym brzegu fiordu Nordfjord, przy ujściu rzeki Raudeggelva, wzdłuż norweskiej drogi krajowej nr 15. W pobliżu Brunnsvik leżą miejscowości: Raudegga, Krokeide, Eldevika oraz Allmenningen. Od centrum administracyjnego gminy w Måløy wieś dzieli odległość około 13 km. 
W pobliżu miejscowości leży jezioro Ytste Raudeggvatnet – z lustrem wody 186 m n.p.m. oraz ma swój początek tunel – Brunnsviktunnelen.